# Gastrodonta interna
Gastrodonta interna är en snäckart som först beskrevs av Thomas Say 1822.  Gastrodonta interna ingår i släktet Gastrodonta och familjen Zonitidae. Inga underarter finns listade i Catalogue of Life.